# Magrath
Pour les articles homonymes, voir Magrath (homonymie).
Magrath est une ville (town) du Comté de Cardston, située dans la province canadienne d'Alberta.

## Démographie
En tant que localité désignée dans le recensement de 2011, Magrath a une population de 2 217 habitants dans 684 de ses 748 logements, soit une variation de 6.5% avec la population de 2006. Avec une superficie de 4,968 7 km2, la ville possède une densité de population de 446,193 2 hab/km2 en 2011.
Concernant le recensement de 2006, Magrath abritait 2 081 habitants dans 643 de ses 679 logements. Avec une superficie de 4,968 7 km2, la ville possédait une densité de population de 418,8 hab/km2 en 2006.
| 2001  | 2006  | 2011  | 2016  |
| ----- | ----- | ----- | ----- |
| 1 993 | 2 081 | 2 217 | 2 374 |